# 山下誠 (化学者)
山下 誠（やました まこと、1974年 - ）は、日本の化学者。
東京科学大学理学院 化学系 教授。
専門は有機典型元素化学、有機金属化学、触媒。
広島県出身。

## 学歴
- 1997年3月 広島大学理学部化学科 卒業[1]
- 2002年3月 広島大学大学院理学研究科 博士後期課程 修了[1][2]

## 職歴
- 2001年4月 日本学術振興会特別研究員[1]
- 2002年 イェール大学 博士研究員[2]
- 2004年4月 東京大学大学院工学系研究科 助手[1]
- 2007年4月 東京大学大学院工学系研究科 助教[1]
- 2008年7月 東京大学大学院工学系研究科 講師[1]
- 2011年4月 中央大学理工学部 准教授[1]
- 2015年4月 中央大学理工学部 教授[1]
- 2016年10月 名古屋大学大学院工学研究科 教授[1]
- 2024年4月 東京工業大学理学院 教授[1]
- 2024年10月 東京科学大学理学院化学系 教授[1]

## 受賞歴
- 2004年度 第21回井上研究奨励賞[3][1]
- 2015年 Thieme Chemistry Journals Award 2015[4][1]
- 2019年度 第16回日本学術振興会賞[1][2]理工系
- 2024年 フンボルト賞[1]